# Javaanse zwartkapjungletimalia
De Javaanse zwartkapjungletimalia (Pellorneum capistratum) is een zangvogel uit de familie Pellorneidae.

## Kenmerken
De vogel is 16 tot 17 cm lang. Het is een merendeels bruin gekleurde jungletimalia die nauw verwant is aan de borneozwartkapjungletimalia en de Maleise zwartkapjungletimalia. Het kenmerk van de Javaanse soort is dat de lichte wenkbrauwstreep gedeeltelijk lichtbruin en wit is.

## Verspreiding en leefgebied
De soort is endemisch op het eiland Java. De leefgebieden liggen zowel in vochtig tropisch bos, als gebieden met struikgewas tot 1300 meter boven zeeniveau, en in mangrovebos.